# György Piller
Pour les articles homonymes, voir Piller.
György Piller (né le 19 juin 1899 à Eger et décédé le 6 septembre 1960 à San Francisco) était un escrimeur hongrois pratiquant le sabre. Il a été double champion olympique aux Jeux olympiques d'été de 1932.

## Palmarès
- Jeux olympiques
  -  Médaille d'or en individuel aux Jeux olympiques d'été de 1932 à Los Angeles
  -  Médaille d'or par équipe aux Jeux olympiques d'été de 1932 à Los Angeles